# شوج إيكيتسو
شوجِ إيكيتسو (باليابانية: 生津 将司) (20 مايو 1977 في فوكوكا في اليابان – )؛ هو لاعب كرة قدم ياباني سابق كان يلعب كلاعب وسط.

## وصلات خارجية
- شوج إيكيتسو على موقع رابطة كرة القدم اليابانية للمحترفين (اليابانية)
- شوج إيكيتسو على موقع عالم كرة القدم.نت (الإنجليزية)